# Gennaro Di Napoli
Gennaro Di Napoli (ur. 5 marca 1968 w Neapolu) – włoski lekkoatleta specjalizujący się w biegach średnio i długodystansowych, trzykrotny uczestnik letnich igrzysk olimpijskich (Seul 1988, Barcelona 1992, Atlanta 1996), dwukrotny halowy mistrz świata (Toronto 1993, Barcelona 1995) w biegu na 3000 metrów. Startował również w biegach przełajowych.

## Sukcesy sportowe
- trzykrotny mistrz Włoch w biegu na 1500 m – 1990, 1991, 1992
- mistrz Włoch w biegu na 5000 m – 2000
- mistrz Włoch w biegu przełajowym – 1996[1]
- trzykrotny halowy mistrz Włoch w biegu na 3000 m – 1997, 1999, 2000[2]

| Rok  | Miasto    | Zawody                     | Konkurencja    | Wynik         |
| ---- | --------- | -------------------------- | -------------- | ------------- |
| 1990 | Split     | mistrzostwa Europy         | bieg na 1500 m | srebrny medal |
| 1991 | Ateny     | igrzyska śródziemnomorskie | bieg na 1500 m | złoty medal   |
| 1991 | Tokio     | mistrzostwa świata         | bieg na 1500 m | 8. miejsce    |
| 1992 | Genua     | halowe mistrzostwa Europy  | bieg na 3000 m | złoty medal   |
| 1993 | Toronto   | halowe mistrzostwa świata  | bieg na 3000 m | złoty medal   |
| 1993 | Stuttgart | mistrzostwa świata         | bieg na 1500 m | 12. miejsce   |
| 1995 | Barcelona | halowe mistrzostwa świata  | bieg na 3000 m | złoty medal   |
| 1995 | Göteborg  | mistrzostwa świata         | bieg na 5000 m | 11. miejsce   |
| 1996 | Atlanta   | igrzyska olimpijskie       | bieg na 5000 m | 12. miejsce   |
| 1997 | Paryż     | halowe mistrzostwa świata  | bieg na 3000 m | 4. miejsce    |
| 1999 | Maebashi  | halowe mistrzostwa świata  | bieg na 3000 m | 4. miejsce    |

## Rekordy życiowe
- bieg na 800 m – 1:45,84 – Formia 07/07/1990
- bieg na 1000 m – 2:17,28 – Parma 22/06/1991
- bieg na 1500 m – 3:32,78 – Rieti 09/09/1990 (były rekord Włoch)[3]
- bieg na 1500 m (hala) – 3:38,58 – Genua 18/02/1992
- bieg na milę – 3:51,96 – San Donato Milanese 30/05/1992 (były rekord Włoch)
- bieg na 2000 m – 4:55,00 – Turyn 26/05/1991 (rekord Włoch)
- bieg na 3000 m – 7:39,54 – Formia 18/05/1996 (rekord Włoch)
- bieg na 3000 m (hala) – 7:41,05 – Paryż 09/03/1997 (rekord Włoch)[4]
- bieg na 2 mile – 8:31,05 – Londyn 07/08/1999
- bieg na 5000 m – 13:17,46 – Rzym 08/06/1995
- bieg na 10000 m – 29:15,93 – Lizbona 04/04/1998